# Torneo de Angers 2021
El Open Angers Arena Loire 2021 fue un torneo de tenis profesional jugado en canchas duras bajo techo. Se trató de la 1ª edición del torneo y formó parte de los Torneos WTA 125s en 2021. Se llevó a cabo en Angers, Francia, entre el 6 de diciembre al 12 de diciembre de 2021.

## Cabezas de serie

### Individuales
| Tenista             | Ranking | Preclasificada |
| Anhelina Kalinina   | 52      | 1              |
| Shuai Zhang         | 62      | 2              |
| Greet Minnen        | 75      | 3              |
| Clara Burel         | 77      | 4              |
| Varvara Gracheva    | 79      | 5              |
| Vera Zvonareva      | 87      | 6              |
| Océane Dodin        | 90      | 7              |
| Kristina Mladenovic | 93      | 8              |
| Dayana Yastremska   | 100     | 9              |

- Ranking del 29 de noviembre de 2021

### Dobles
| Tenista                         | Ranking | Preclasificada |
| Monica Niculescu Vera Zvonareva | 93      | 1              |
| Anna Blinkova Nina Stojanović   | 107     | 2              |

## Campeonas

### Individuales femeninos
Vitalia Diatchenko venció a  Shuai Zhang por 6–0, 6–4

### Dobles femenino
Tereza Mihalíková /  Greet Minnen vencieron a  Monica Niculescu /  Vera Zvonareva por 4–6, 6–1, [10–8]